# Rocking Mars
Rocking Mars is een livealbum van Tangerine Dream. Het bevat de registratie van het concert dat de band gaf ter promotie van hun studioalbum Mars Polaris. Op de opname is echter geen publiek te horen en volgens Voices in the net (fansite) missen de toegiften en is de volgorde van de muziek gewijzigd. Het concert werd gegeven in Osnabrück in het kader van Klangart.
Het album verscheen al eerder als album voor alleen fans onder Tangerine Tree deel 43 en maakt deel uit van de Vaultserie (hergebruikte live-opnamen).

## Musici
- Edgar Froese, Jerome Froese – synthesizers, elektronica
- Gerald Gradwohl – gitaar
- Emil Hachfeld – elektronische percussie

## Muziek
| Nr. | Titel                | Duur  |
| --- | -------------------- | ----- |
| 1.  | Comet’s figure head  | 10:47 |
| 2.  | Rim of Schiaparelli  | 7:09  |
| 3.  | Deep space cruiser   | 5;16  |
| 4.  | Pilots of Ether Belt | 11:12 |
| 5.  | Spiral star date     | 8:09  |
| 6.  | Mars Mission center  | 6:13  |

| Nr. | Titel                         | Duur  |
| --- | ----------------------------- | ----- |
| 1.  | Ça va-ça marche-ça ira encore | 6:00  |
| 2.  | Astrophobia                   | 10:29 |
| 3.  | Tharsis maneuver              | 4:59  |
| 4.  | Outland                       | 10:05 |
| 5.  | Dies martis                   | 4;40  |
| 6.  | Terry gravity                 | 2:53  |
| 7.  | Wormhole number 5             | 2:33  |
| 8.  | Red ocean                     | 3:40  |

CD1: Rockface ·
CD2: East ·
CD3: Arizona live '92 ·
CD4: Vault IV ·
CD5: Rocking Mars